# Секретні мінерали

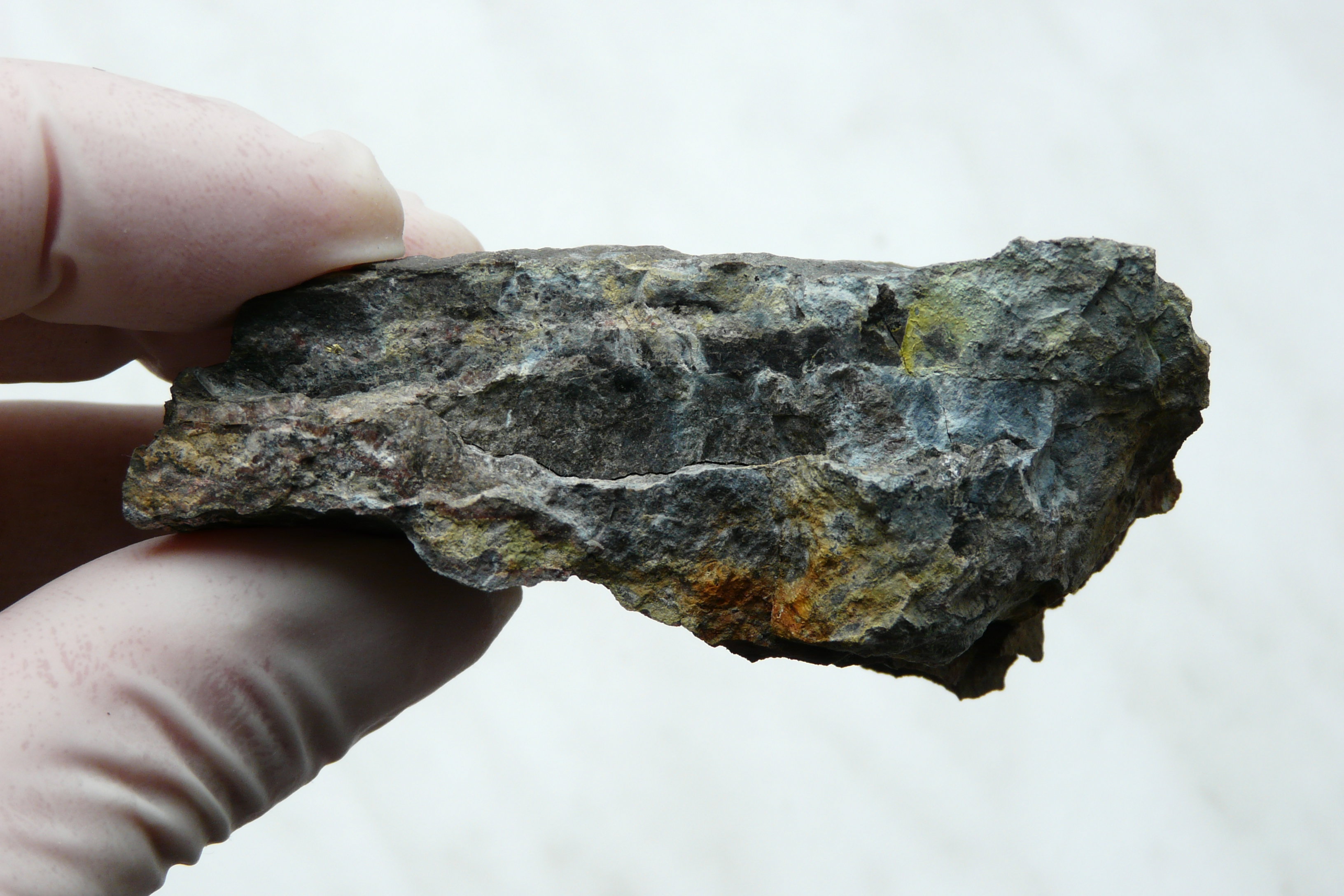
Уранініт, Чехія

Секретні мінерали — група мінералів, про які було заборонено публікувати відомості у відкритому друку СРСР.
У 1976 році в СРСР секретними вважали 43 мінеральні види через присутність у них берилію, літію, торію та урану як основних складових. Забороняли публікувати відомості про наявність таких мінералів у родовищах, якщо вміст мінералів у рудах перевищував 0,05% берилію, 0,1% літію, 0,01% торію та 0,001% урану. У 1987 році з Переліку відомостей, заборонених до опублікування, список конкретних мінералів був вилучений.

## Перелік мінералів
Список секретних мінералів СРСР станом на 1976:
- Аутеніт (аутуніт, отеніт)
- Берил
- Бертрандит
- β-Уранотил
- Бранерит
- Геброніт
- Гельвін, гентгельвін
- Гідронастуран
- Давидит (урановмісний ільменіт)
- Даналіт
- Ільменіт урановмісний (давидит)
- Карнотит
- Коффініт
- Ламбертит
- Метаторберніт
- Метатюямуніт
- Метацейнерит
- Монацит
- Настуран (уранова смолка, смоляна уранова руда, уранова смоляна обманка)
- Ненадкевіт
- Отеніт (аутеніт, аутуніт)
- Смоляна уранова руда (настуран)
- Сподумен (трифан)
- Торберніт (хальколіт, уранофилліт)
- Торіаніт
- Торит
- Трифан (сподумен)
- Тюямуніт
- Уранініт
- Уранова смолка (смоляна, важка, чорна), уранова смоляна руда, обманка, настуран
- Уранова чернь (залишкова, регенерована) — продукт руйнування ураниніта и настурана
- Уранові слюдки (група мінералів — фосфати, арсенати, ванадати урану)
- Ураноторіаніт
- Ураноторит
- Уранофан (уранотил)
- Уранофіліт (торберніт)
- Фенакіт
- Фериторит (фероторит)
- Фериураноторит
- Хальколіт (торберніт)
- Хризоберил
- Цейнерит